# Honda CBR 250RR
La Honda CBR 250RR è una motocicletta sportiva prodotta dalla casa motociclistica giapponese Honda dal novembre 2016.

## Debutto e descrizione

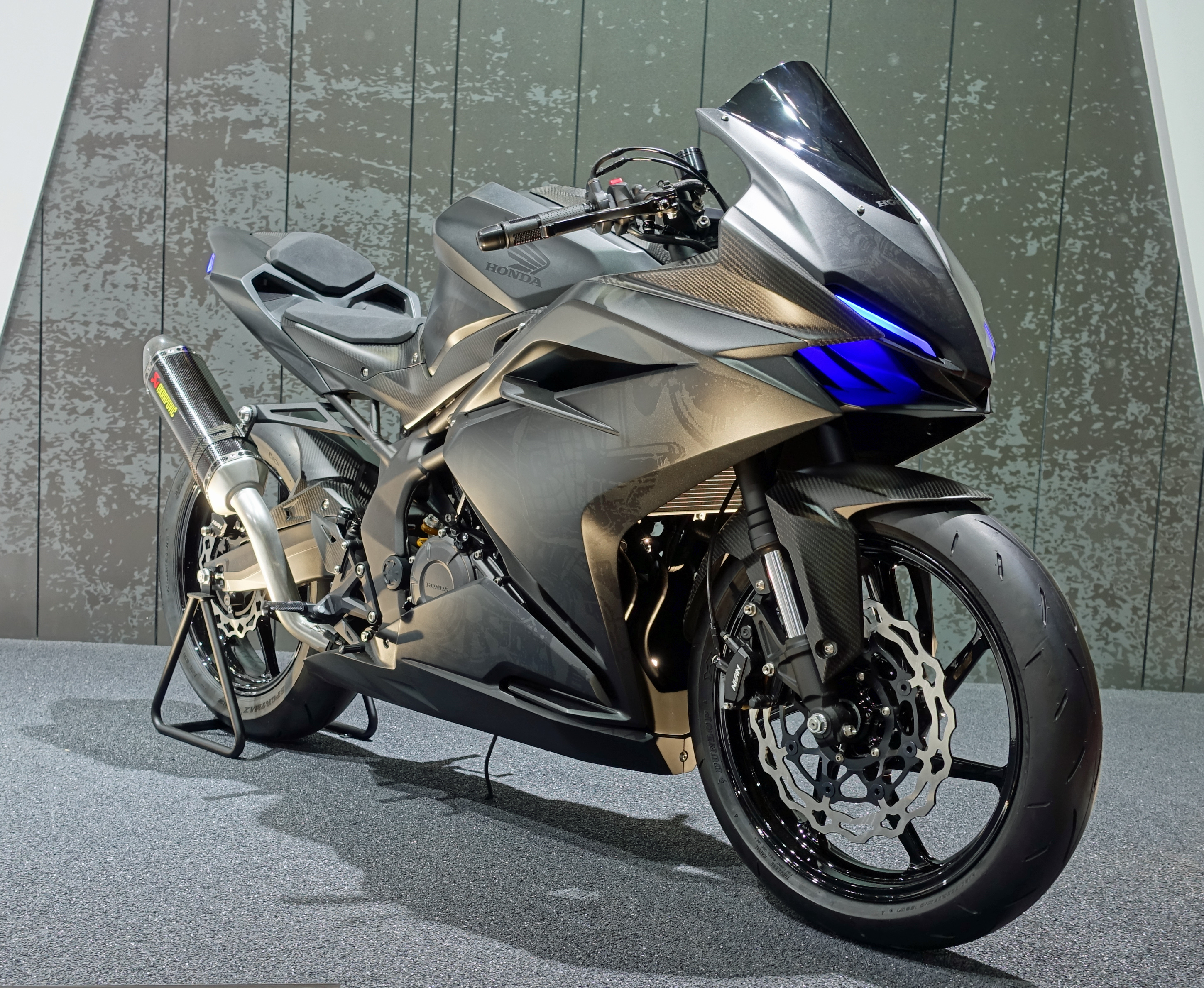
Light Weight Super Sports Concept

Prodotta dalla filiale Astra Honda Motor, sussidiaria di Honda in Indonesia, è stata presentato nel luglio 2016 a Giacarta. La produzione è stata avviata nel novembre dello stesso anno. È la prima motocicletta della famiglia CBR-RR ad avere un motore bicilindrico ed è anche la motocicletta Honda più piccola della gamma CBR-RR. In precedenza, Honda aveva già utilizzato vent'anni prima il nome "CBR 250RR", per chiamare una versione sportiva della Honda CBR 250F a quattro cilindri venduta tra il 1990 e il 1996. 
La moto, realizzata e progettata appositamente per il mercato del Sud Est Asiatico, viene venduta in Indonesia, Giappone, Hong Kong, Macao, Tailandia e Malaysia.
Il modello è spinto da un motore a quattro tempi raffreddato a liquido a due cilindri in linea di 249,7 cm³, con distribuzione con doppio albero a camme in testa (DOHC) a quattro valvole per cilindro, per un totale di 8.

## Storia
La CBR250RR è stata anticipata dalla concept bike Light Weight Super Sports Concept, presentata al Tokyo Motor Show 2015 e dotata di un motore bicilindrico parallelo che raggiunge i 14 000 giri/min.

### Aggiornamento 2020

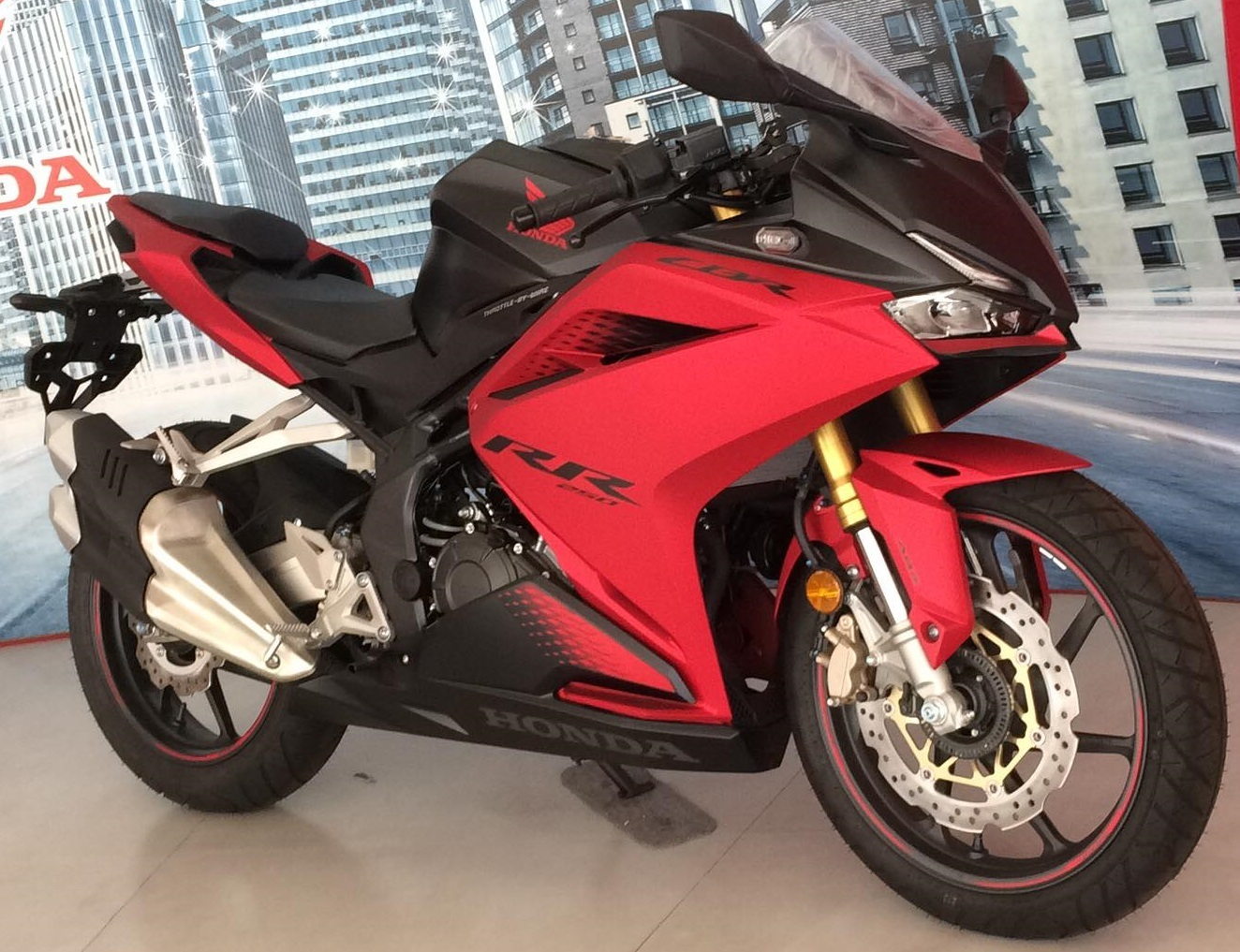
CBR 250RR 2021

La CBR250RR ha ricevuto il suo primo aggiornamento nel luglio 2020.
L'equipaggiamento standard è stato integrato con l'adozione di una frizione servoassistita antisaltellamento. 

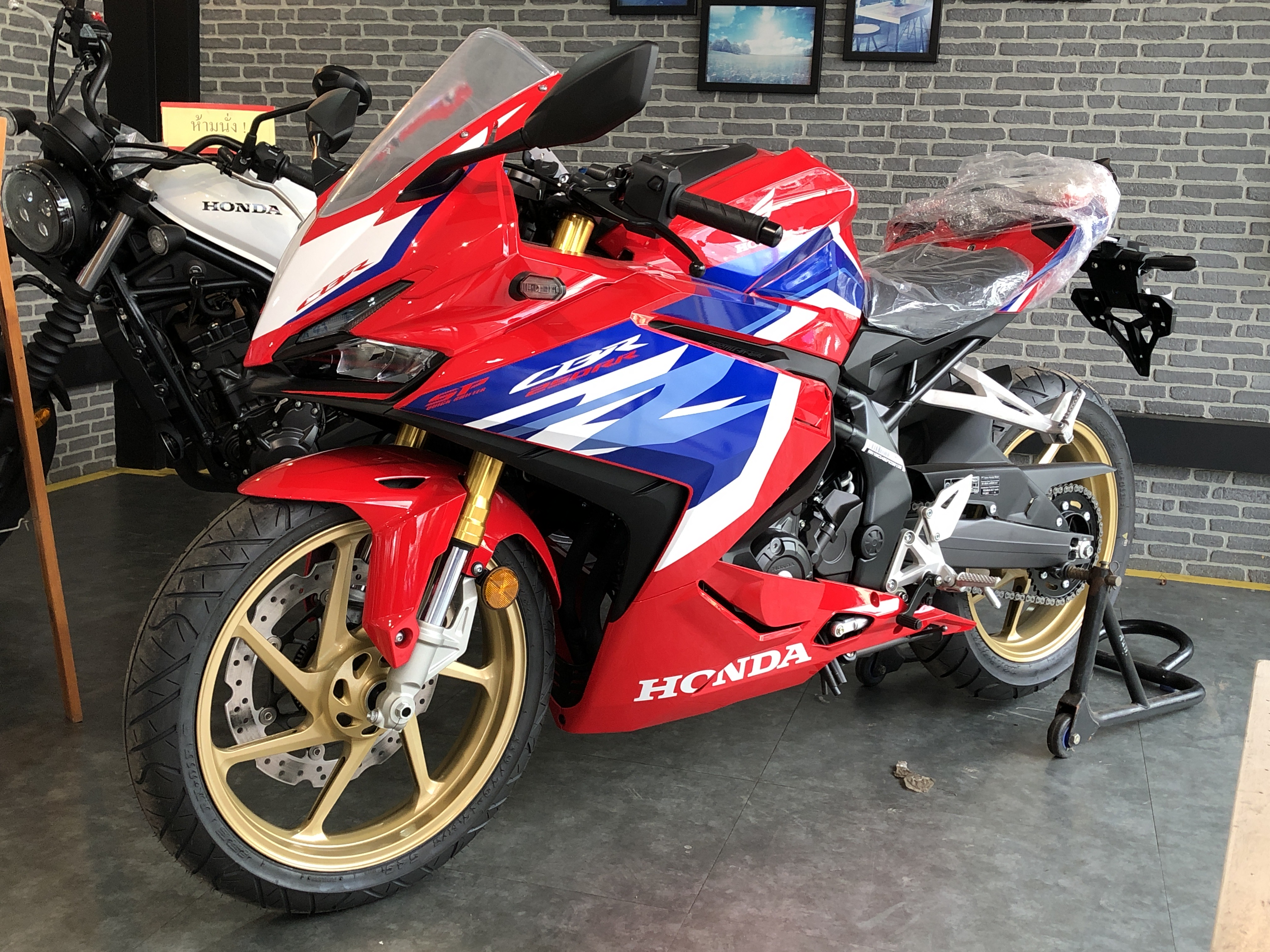
CBR250RR SP 2023

Il motore è stato pesantemente modificato: il rapporto di compressione è stato aumentato modificando la forma del pistone; è stato utilizzato un contralbero di equilibratura dal diametro inferiore per aumentare la velocità massima di rotazione del motore e al fine di ridurre al minimo la perdita di attrito; è stato ottimizzato il carico della molla di richiamo della valvola; sono state adottate bielle ad alta resistenza; è stata modificata la fasatura d'accensione; modifiche hanno interessato anche l'aspirazione e la struttura interna della marmitta. Questo aggiornamento ha aumentato potenza e coppia rispettivamente a 30 kW (40,8 CV) e 25 Nm. 
Inoltre per quel che concerne la ciclistica, l'attrito della forcella a steli rovesciati è ridotto e la forza di smorzamento è stata ottimizzata per migliorare la maneggevolezza di guida.

### Aggiornamento 2022
La CBR 250RR è stata sottoposta ad un secondo aggiornamento nel settembre 2022.

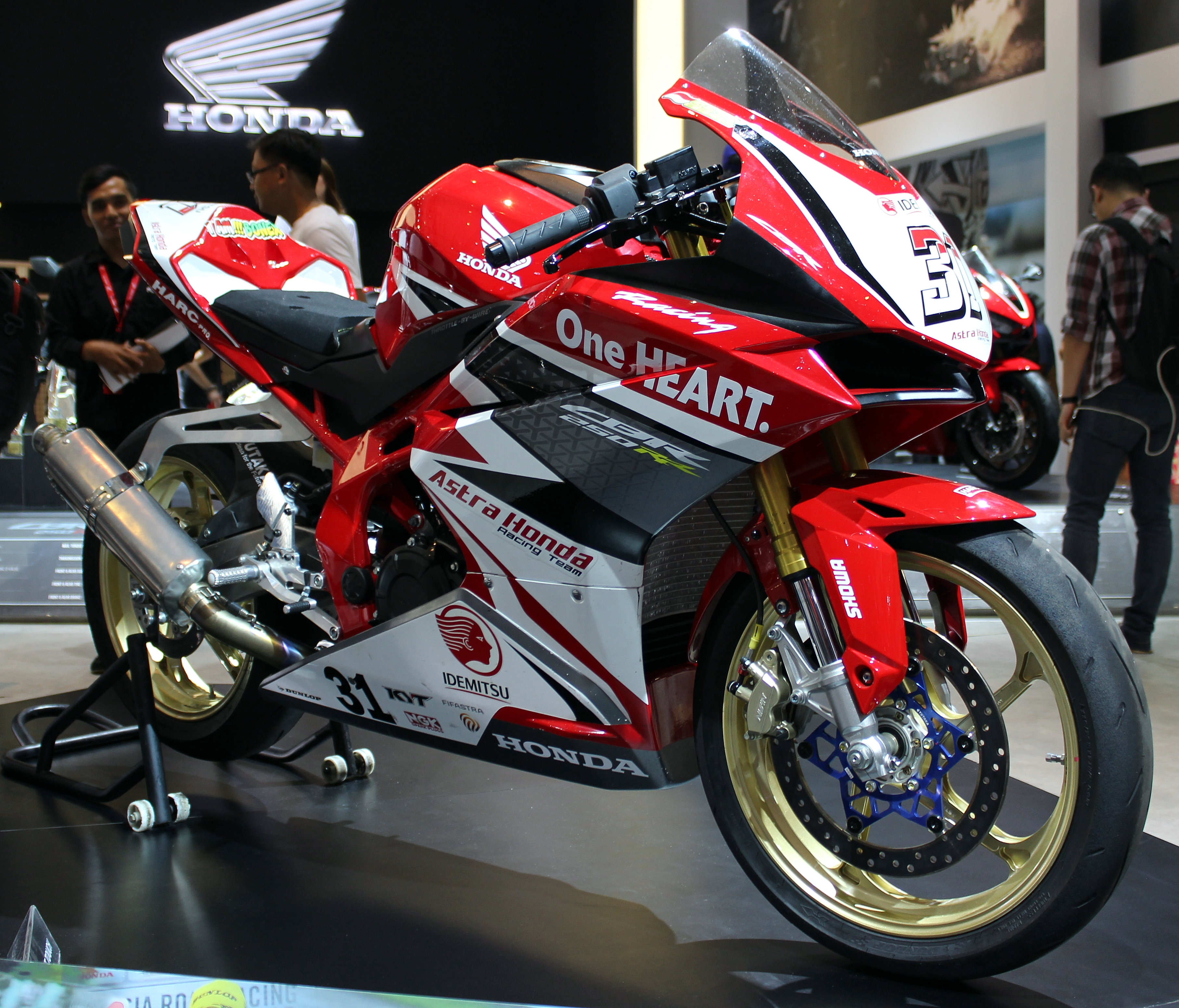
CBR 250RR ARRC250 del 2017, vincitrice del campionato ARRC

## Attività sportiva
A partire dal 2017, la CBR 250RR ha partecipato all'Asia Road Racing Championship nella classe Asia Production 250 cc (AP250). In questa configurazione la moto produce più di 40 CV (30 kW) e pesa 135 kg. Ha vinto due volte il campionato, nella sua stagione d'esordio e l'anno seguente. La CBR 250RR ha corso anche nel campionato Indonesian Indospeed Race Series.